# Układ wysokości Amsterdam

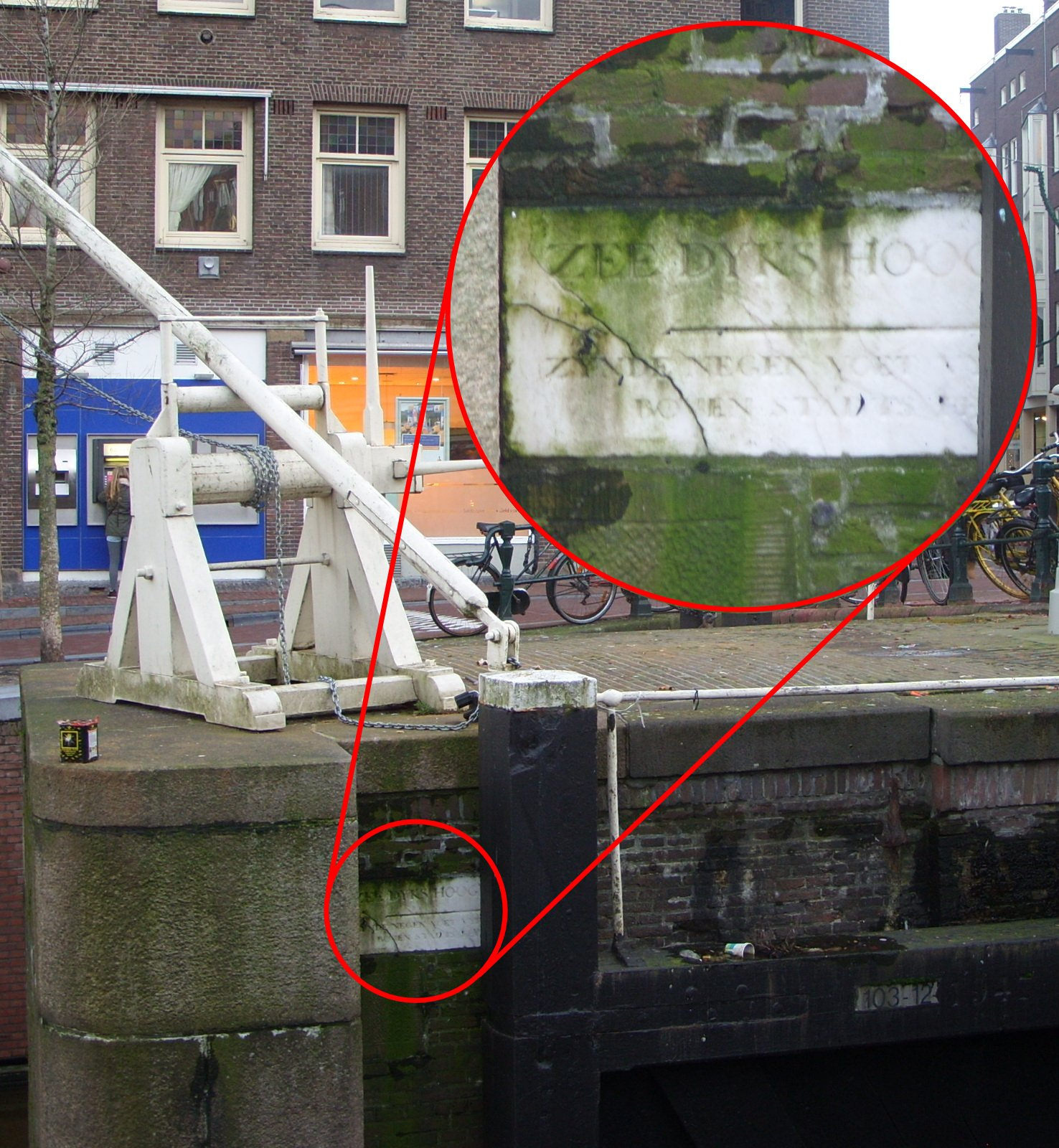
Ostatni z marmurowych bloków zainstalowanych w 1683 roku, który pozostał na swym miejscu

Układ wysokości Amsterdam (nid. Normaal Amsterdams Peil, NAP) – układ wysokościowy używany do oznaczania poziomu wody i terenu w Holandii. Odnosi się do średniego poziomu wody w czasie letnich przypływów w roku 1683 w jeziorze (wówczas zatoce) IJ w Amsterdamie, w Holandii.
Układ, nazwany początkowo Amsterdams Peil (AP, poziom amsterdamski), wyznaczono w XVII w., przyjmując za punkt odniesienia poziom wody w jeziorze (wówczas zatoce) IJ w Amsterdamie. W 1683 roku burmistrz Amsterdamu, Johannes Hudde zlecił oznakowanie ośmiu śluz marmurowymi blokami wskazującymi poziom dziewięciu stóp i pięciu cali (w przeliczeniu 2,676 m) ponad AP (jeden z tych bloków do dziś znajduje się na swym pierwotnym miejscu – mieści się on na ścianie mostu Eenhoornsluis na kanale Korte Prinsengracht), który oznaczał poziom wałów na zatoce. Poziome linie na marmurowych blokach stały się wyznacznikami układu wysokości AP (konkretnie wskazywały na wysokość o dziewięć stóp i pięć cali wyższą od AP). Analiza pomiarów poziomu wody z tamtych czasów pozwala stwierdzić, że za AP uznano średni poziom wody w IJ w czasie letnich przypływów w roku 1683. Mimo późniejszych zmian w poziomie morza wartość AP (później NAP) pozostała taka sama. Obecnie średni poziom Morza Północnego wzdłuż wybrzeża Holandii waha się (w zależności od miejsca) w granicach od 0 do 10 cm powyżej NAP. W 1683 roku wartość AP była 17 cm wyższa od średniego poziomu morza.
W XVIII w., zwłaszcza pod koniec tego stulecia oraz na początku XIX w. układ AP rozpowszechnił się w całej Holandii. W latach 1875–1885 wykonano szereg dokładnych pomiarów, sprawdzając poprawność rozmieszczonych w całym kraju wskaźników. Błędne wskaźniki poprawiono, zainstalowano również wiele nowych. Zmieniono także nazwę Amsterdams Peil na Normaal Amsterdams Peil (NAP). W rezultacie tej kampanii od 1891 roku NAP jest powszechnie używany do oznaczania poziomu wody i terenu w Holandii.
Normaal Amsterdams Peil od 2012 roku jest obowiązującym geodezyjnym poziomem odniesienia (H=0,000) dla układu wysokościowego PL-EVRF2007-NH – polskiej realizacji europejskiego układu odniesienia wysokości EVRF2007.